# Trichaeta thyretiformis
Trichaeta thyretiformis är en fjärilsart som beskrevs av Hans Daniel Johan Wallengren 1880. Trichaeta thyretiformis ingår i släktet Trichaeta och familjen björnspinnare. Inga underarter finns listade i Catalogue of Life.